# Michael Hardt (Literaturtheoretiker)

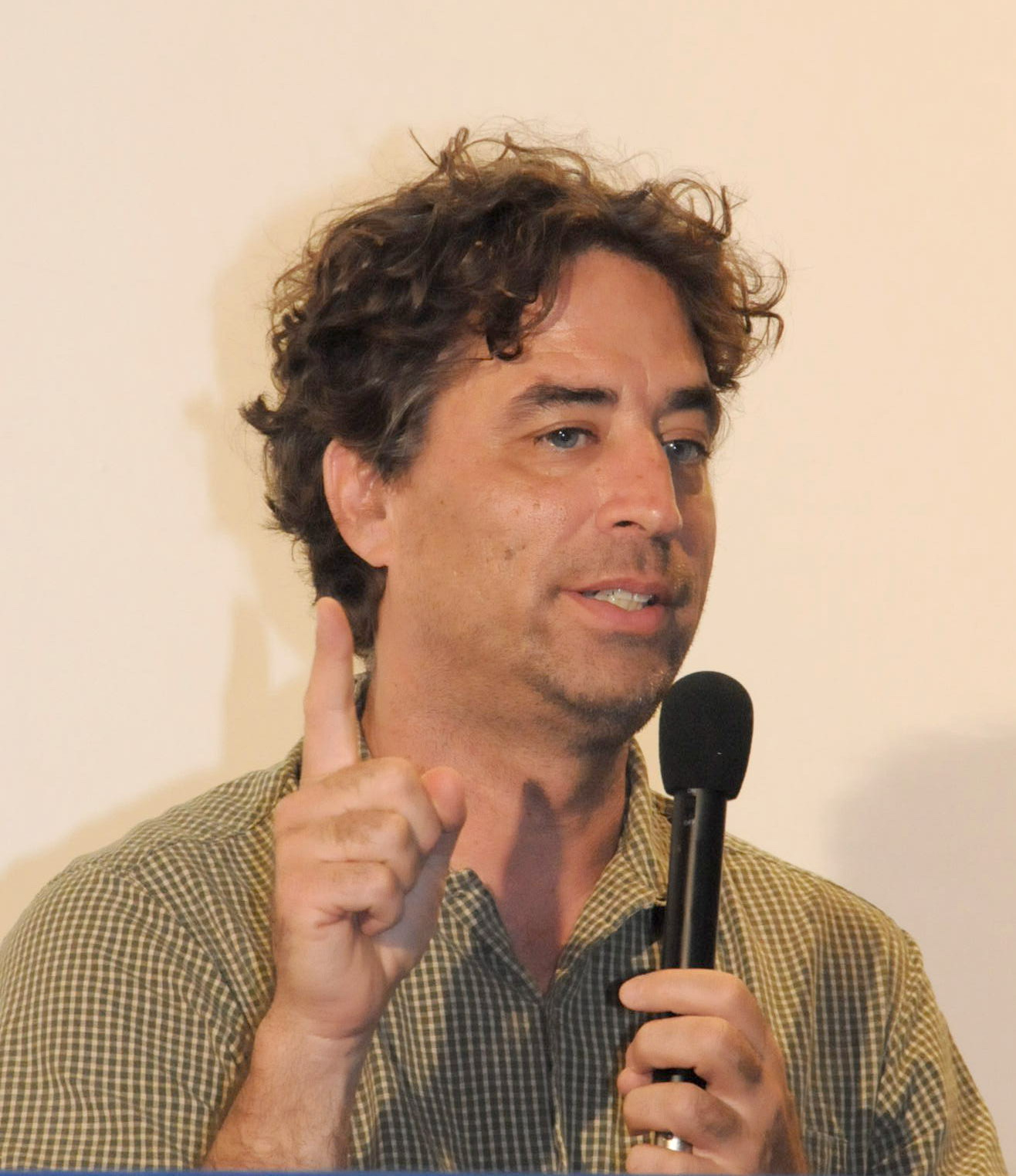
Michael Hardt 2008 beim Seminário Internacional Mundo

Michael Hardt (* Januar 1960 in Washington, D.C.) ist ein US-amerikanischer Literaturtheoretiker der Duke University.
Sein wohl bekanntestes Werk ist Empire, das er gemeinsam mit Antonio Negri geschrieben hat. Im Nachfolgeband Multitude, der im Original im August 2004 veröffentlicht wurde, legen Hardt und Negri die Idee der Multitude im Detail dar, die in Empire nur vage und in ihrer Richtung erörtert wurde. Die Autoren sehen diese Idee als einen möglichen Katalysator für das Entstehen einer globalen Demokratie.
Hardt und Negri trafen erstmals 1986 in Paris aufeinander. Zu diesem Zeitpunkt war Hardt mit der Übersetzung von Negris Buch über Spinoza ins Englische beschäftigt. Im Anschluss an ein eine Woche andauerndes Arbeitstreffen entwickelte sich eine Freundschaft, die auch eine langjährige literarische Zusammenarbeit bedeutete.
Hardt ist Unterstützer der Kampagne für ein Parlament bei den Vereinten Nationen.
Hardt ist davon überzeugt, dass die Vorstellungen des Bildungsbürgertums von einem fairen Zugang zu Bildung und Universitäten momentan Stück für Stück zurückgenommen werden – gerade der „War on Terror“ habe in den Vereinigten Staaten von Amerika ein Klima geschaffen, in dem nur ein begrenztes technisches und militärisches Grundverständnis gefördert werde und die Gemeinwohlidee untergehe. Das für die sogenannte biopolitische Ökonomie notwendige Wissen, „das Schaffen von Ideen, Bildern, Code, Neigungen und anderen immateriellen Gütern“, werde in seiner Notwendigkeit noch nicht als existentielle Voraussetzung für die ökonomische Innovation erkannt.
Im Jahr 2005 war Hardt Fellow des Kollegs Friedrich Nietzsche zum Thema „Democracy in the Age of Empire“.

## Schriften
- Michael Hardt, Giorgio Agamben, Karen E. Pinkus: Language and Death: The Place of Negativity: Theory and History of Literature, University of Minnesota Press, 1991, ISBN 0-8166-4923-5 (englisch)
- Gilles Deleuze: an Apprenticeship in Philosophy. University of Minnesota Press, 1993, ISBN 0-8166-2161-6 (eng.)
- Michael Hardt, Giorgio Agamben: The Coming Community: Theory Out of Bounds. University of Minnesota Press, 1993, ISBN 0-8166-2235-3 (englisch)
- Michael Hardt, Paolo Virno (Hrsg.): Radical Thought in Italy: A Potential Politics. University of Minnesota Press, 1996, ISBN 0-8166-2553-0 (englisch)
- Michael Hardt, Antonio Negri: Labor of Dionysus: a Critique of the State-form. University of Minnesota Press, ISBN 0-8166-2086-5 (eng.)
- Michael Hardt, Antonio Negri: Die Arbeit des Dionysos: Materialistische Staatskritik in der Postmoderne. (Aus dem Italienischen und Englischen von Thomas Atzert und Sabine Grimm), ID-Verlag, Berlin 1997, ISBN 3-89408-058-2.
- Michael Hardt, Antonio Negri: The Savage Anomaly: The Power of Spinoza's Metaphysics and Politics. University of Minnesota Press, 2000, ISBN 0-8166-3670-2. (eng.)
- Michael Hardt, Kathi Weeks (Hrsg.): Fredric Jameson - The Jameson Reader. Blackwell, 2000, ISBN 0-631-20269-2. (englisch)
- Michael Hardt, Antonio Negri: Empire - die neue Weltordnung. Campus, Frankfurt/M. u. a. 2002, ISBN 3-593-37230-4.
- Max Böhnel, Volker Lehmann (Hrsg.): American Empire - No Thank You!: Andere Stimmen aus Amerika. Verlag Kai Homilius, Berlin 2003, ISBN 3-89706-885-0. (deutsch, englisch)
- Michael Hardt, Antonio Negri: Multitude. Campus, Frankfurt/M. u. a. 2004, ISBN 3-593-37410-2.
- Michael Hardt, Patricia Ticineto Clough (Hrsg.): Jean O'Malley Halley: The Affective Turn - Theorizing the Social, Duke University Press, 2007, ISBN 978-0-8223-3925-0. (eng.)
- Michael Hardt, Garnet Kindervater (Hrsg.): Michael Hardt presents: Thomas Jefferson - The Declaration of Independence. Verso, 2007, ISBN 978-1-84467-157-1. (englisch)
- Michael Hardt, Kathi Weeks (Hrsg.):  Angela Davis: A Critical Reader. Blackwell, ISBN 978-0-631-20274-5. (englisch)
- Michael Hardt, Antonio Negri: Common Wealth - Das Ende des Eigentums. aus dem Englischen von Thomas Atzert und Andreas Wirthensohn, Campus Verlag, Frankfurt am Main/New York 2010, ISBN 978-3-593-39169-4.
- Michael Hardt, Antonio Negri: Demokratie! Wofür wir kämpfen. Campus Verlag, Frankfurt am Main/New York 2013, ISBN 978-3-593-39825-9.
- Michael Hardt, Antonio Negri: Assembly Oxford University Press 2017 (E-Book).
- Michael Hardt: The Subversive Seventies, Oxford University Press 2023, ISBN 978-0-19-767465-9.
- Michael Hardt über Gegenmacht im Historisch-kritischen Wörterbuch des Marxismus, Bd. 4, 1999.

Interviews
- "Sargnagel für Großmachtfantasien". In: die tageszeitung.  22. September 2008.
- "Ich setze auf das Verlangen nach echter Demokratie", die tageszeitung, 17. Dezember 2011
- "Kapitalistische Reorganisierung stören" Federica Matteoni, Woxx, 5. Januar 2012
- "Der Kapitalismus ist so untot wie ein Zombie", Zeit online, 27. Juli 2013